# Cwmyoy
Cwmyoy  ist eine weitläufige Landgemeinde in Monmouthshire im britischen Landesteil Wales. Der übliche walisische Name ist Cwm Iau (für den Pfarrbezirk) und Cwm-iau (für die Gemeinde). Im gwentischen Dialekt der walisischen Sprache, der bis zum Ende des 19. Jahrhunderts dort gesprochen wurde, wurde der Name als Cmw Iou (formlos auch -oi; -au ist in Südwales weit verbreitet) ausgesprochen. Der heutige „englische“ Name Cwmyoy geht auf die Tatsache zurück, dass der Dialekt in dieser Gegend starke Einflüsse der englischen Sprache hat. Der Name für das Tal leitet sich vermutlich von iau ab, dem walisischen Wort für ein Joch, weil der Hügel, der das Tal umgibt, wie ein Joch geformt ist.
Cwmyoy liegt etwa neun Kilometer nördlich von Abergavenny und fünf Kilometer südlich von Llanthony im Vale of Ewyas in den Black Mountains. Es befindet sich im Bannau-Brycheiniog-Nationalpark auf einer Hochlage unterhalb des langen Grats von Hatterrall Hill, auf dem die Grenze zu England sowie der Wanderweg Offa’s Dyke Path verläuft.

## Die Gemeinde
Das Gemeindegebiet erstreckt sich über eine Länge von etwa zehn und eine Breite von gut einem Kilometer und schließt neben Cwmyoy auch Llanthony mit ein. 1893 wurde Ffwddog (engl. Fothock), eine Exklave von Herefordshire im Nachbartal von Grwyne Fawr, Cwmyoy zugeschlagen.

## Einrichtungen und Fremdenverkehr
Die Gegend um Cwmyoy ist bei Wanderern beliebt, egal ob zu Fuß oder mit dem Pony. Um Llanthony Priory, Capel-y-ffin und den Gospel Pass zu erreichen, muss man den Weg durch das Tal von Cwmyoy nehmen.
Cwmyoy verfügt auch über eine kleine Stadthalle, die auch für wohltätige Veranstaltungen genutzt wird.

## St Martin’s Church

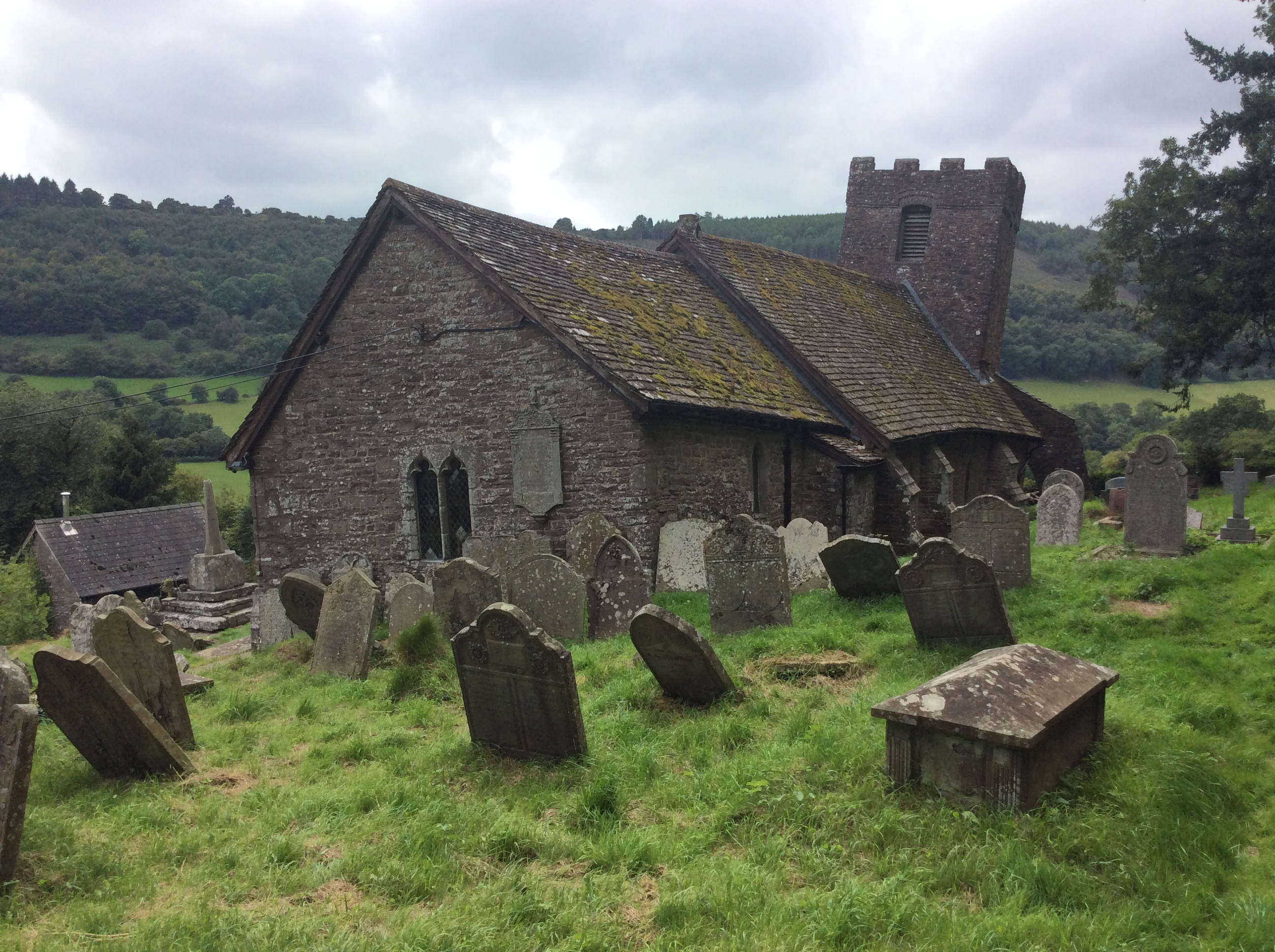
St. Martin’s Church

Die bekannteste Sehenswürdigkeit von Cwmyoy ist St Martin’s Church, welche als „the most crooked church in Great Britain“ (engl. für „die schiefste Kirche in Großbritannien“) gilt.
Die St Martin’s Church ist eine aus rotem Sandstein erbaute Pfarrkirche, die sich auf der Südseite des Hatteral Hill befindet und durch die Bewegung des instabilen Untergrunds stark verschoben wurde.
Der Chorraum der Kirche ist ein bemerkenswertes Beispiel für eine „weeping chancel“ (engl. für weinenden Chor), das Kirchenschiff stellt dabei den Körper Jesu Christi dar und der verschobene Chor den Kopf, der sich nach seinem Tod zu Seite geneigt hat. In Cwmyoy gibt es jedoch nicht nur einen Achsknick zwischen Kirchenschiff und Chor, durch den instabilen Untergrund neigt sich der ganze Gebäudeteil zur Seite.